# Sportsklubben Haugar
Maillots
Le Sportsklubben Haugar est un club de football norvégien situé à Haugesund et créé en 1939. La meilleure équipe féminine joue en première division et la meilleure équipe masculine évolue en quatrième division.
L'équipe masculine dispute deux finales de Coupe de Norvège, perdant 0-7 contre Fredrikstad en 1961 et 2-1 contre le Viking en 1979. 
Le club dispute la Coupe d'Europe des vainqueurs de coupe 1980-1981. L'équipe joue par ailleurs en première division lors de l'année 1981.
En 1993, le club fusionne ses équipes d'élites avec le Djerv 1919 pour créer le FK Haugesund.

## Bilan européen
Note : dans les résultats ci-dessous, le score du club est toujours donné en premier.
| Saison    | Compétition      | Tour                | Club           | Domicile | Extérieur | Total |
| --------- | ---------------- | ------------------- | -------------- | -------- | --------- | ----- |
| 1980-1981 | Coupe des coupes | Seizièmes de finale | FC Sion        | 2 - 0    | 1 - 1     | 3 - 1 |
| 1980-1981 | Coupe des coupes | Huitièmes de finale | Newport County | 0 - 0    | 0 - 6     | 0 - 6 |

Légende
- Victoire ou qualification pour le tour suivant
- Match nul
- Défaite ou élimination de la compétition